# La soberana (telenovela)
La soberana es una telenovela venezolana producida por Víctor Fernández y transmitida por RCTV en el año 2001. Una historia original escrita por Xiomara Moreno. Está basada en la novela naturalista La Regenta, del escritor español Leopoldo Alas, Clarín. 
Protagonizada por Eileen Abad y Albi De Abreu, con las participación antagónicas de Flor Núñez, Roberto Moll y Daniela Bascopé. Además cuenta con la participación especial de Nacho Huett, Alicia Plaza, Luis Gerardo Núñez y Marlene De Andrade.

## Sinopsis
El pueblo andino de Vetusta es un hervidero de chismes e hipocresía que Ana Ozores llegará a conocer muy bien. Criada en la pobreza a pesar de ser hija del poderoso Emiliano Ozores, Ana es recogida por sus tías paternas, Águeda y Rosa Ozores.
Aunque Ana es la aparente heredera de la fortuna familiar, sus tías, especialmente Águeda, la humillan recordándole su condición de bastarda. Ana busca consuelo en un romance con Álvaro Mesías, pero cuando él se va a estudiar lejos, la vida de Ana con sus tías se vuelve intolerable.
Don Víctor Quintana, el hombre más poderoso de Vetusta, pide la mano de Ana y ella lo acepta, feliz de poder huir de su hogar. Sin embargo, su vida matrimonial será un martirio, agravado por el regreso de Álvaro; este, al saber de la traición de Ana, jura vengarse.
Ana encuentra un modo de impedirle a Víctor que la obligue a cumplir sus deberes conyugales, pero aun así, debe permanecer junto a él. Para colmo surgen dos problemas más en su vida: a Vetusta llega el seminarista Ángel, un supuesto hermanastro de Ana, quien viene a disputarle la herencia de su padre. Asimismo, también llega la Chery Benavides, una mujer de mundo que se interesa en Álvaro.

## Elenco
- Eileen Abad - Ana Ozores
- Albi De Abreu - Álvaro Mesías
- Nacho Huett - Ángel Ozores
- Flor Núñez - Águeda Ozores
- Roberto Moll - Don Víctor Quintana
- Alicia Plaza - Rosa Ozores
- Luis Gerardo Núñez - Ramón Linares
- Marlene De Andrade - Pura "Purita" Benavides de Linares
- Eliana López - Felipa Linares
- Ámbar Díaz - Teresa "Teresita" Mesías
- Miguel Ferrari - Benedicto
- Flor Elena González - Dulce de Mesías
- Juan Carlos Gardié - Eleazar Mesías
- Elisa Stella - Inginia Domínguez
- Javier Paredes - López
- Sheryl Rubio - Ana Ozores (joven)
- Carlos Guillermo Haydon - Francisco "Pancho" Benavides
- Juliet Lima - Petra Mesías
- Yenny Noguera - Eusebia Gómez
- Joel Borges - Jaime Ríos
- Marcos Moreno - Rufino
- Leonardo Marrero - Hermes Benavides
- Rodolfo Renwick - El Doctor Danje
- Gabriela Santeliz - Mirna
- Francis Romero - Señora Mijares
- Vito Lonardo - El Padre Rómulo
- Daniela Bascopé - Chery Benavides
- Gerardo Soto - El Barbero
- Hernán Mejía - Lorenzo
- Zhandra De Abreu - Carmina Argudo
- Saúl Marín - Dimas
- Rodolfo Drago - Teófilo
- Carlos Augusto Maldonado - José Zamora
- Fernando Flores - Don Emilio Ozores
- Ana Beatriz Osorio - Ella misma

## Producción
- Titular de Derechos de Autor de la obra original - Radio Caracas Televisión (RCTV) C.A.
- Producida por - Radio Caracas Televisión C.A.
- Vice-Presidente de Dramáticos - José Simón Escalona
- Escrita por - Xiomara Moreno (Inspirada en "La Regenta" de Leopoldo Alas, Clarín)
- Libretos - Xiomara Moreno, Basilio Álvarez, Rossana Negrín, Javier Moreno, José Manuel Espiño
- Dirección General - Renato Gutiérrez
- Producción Ejecutiva - Víctor Fernández
- Producción General - Jaime Dos Reis
- Dirección de Exteriores - Nicolás Di Blasi
- Musicalización - Rómulo Gallegos
- Música incidental compuesta por - Armando Mosquera
- Coordinador - Pablo Vivas
- Diseño de Vestuario - María Alejandra Morillo
- Dirección de Arte - Erasmo Colón
- Escenografía - Óscar Díaz
- Edición - Alexis Montero
- Dirección de Fotografía - Rafael Núñez
- Dirección de Fotografía Invitado - Rolando Loewenstein
- Producción de Exteriores - Yraima Roa

- Datos: Q5965250